# Johann Georg van Caspel
Johann Georg van Caspel (Ootmarsum, el 2 de mayo de 1870 - Utrecht, el 6 de febrero de 1928) fue un arquitecto y ilustrador holandés. Comenzó su carrera como retratista y fue contratado eventualmente como pintor de murales en casas privadas y edificios públicos. Uno de ellos se puede encontrar cerca del Damrak en Ámsterdam.